# الطريقة العروسية
الطريقة العروسية، إحدى الطرق الصوفية، المنتسبة إلى الشيخ أبي العباس أحمد بن عروس دفين تونس، ويعد الشيخ عبد السلام الأسمر المتوفى سنة 981 هـ أهم مجددي هذه الطريقة، حتى أنها تسمى أحيانا بـ «العروسية الأسمرية» و«السلامية». ينتشر أتباعها في شمال أفريقيا بشكل خاص. والطريقة العروسية سندها متصل بالطريقة الشاذلية، لذا فإنه يطلق عليها أيضًا «الطريقة العروسية الشاذلية».

## مؤسس الطريقة
يرجع نسب الشيخ أبي العباس أحمد بن عروس إلى قبيلة هوارة التي كان موطنها القديم في منطقة طرابلس الغرب إلى حدود منطقة برقة. ولد في حدود سنة 781 هـ، حسب قول أتباعه أنه عرف بشدة حنوه وعطفه على الفقراء والغرباء والحيوانات. كما عرف بنفوره من الأغنياء وأهل السلطان والجاه.[بحاجة لمصدر] توفي سنة 869 هـ عن عمر بلغ تسعين عاماً.

## اطلع أيضاً
- الصوفية
- طرق الصوفية
- الطريقة الشاذلية
- الطريقة القادرية
- الطريقة الرفاعية
- الطريقة النقشبندية